# Antonia Michalsky
Antonia Michalsky (* 10. Juli 1990 in Hamburg) ist eine deutsche Schauspielerin.
Zwischen 2010 und 2013 studierte sie an der Schule für Schauspiel Hamburg und danach bis 2016 an der Zürcher Hochschule der Künste. Von 2017 bis 2021 spielte sie die Rolle der Saskia Weigel in der RTL-Soap Unter uns. Im Juli 2019 war sie auf der Titelseite des Playboys abgebildet.